# Copa Rio Sul de Futsal de 2016
A Copa Rio Sul de Futsal de 2016 foi a 24a edição da Copa Rio Sul de Futsal.  A competição começou no dia 05 de março.
Participam desta edição 16 equipes, divididas em quatro grupos ("A", "B", "C" e "D") com quatro times  cada. As equipes jogarão entre si dentro de cada chave, com turno e returno. Os 2 melhores de cada grupo se classificaram para a segunda fase, onde foram divididos em 2 grupos ("E" e "F") com 4 equipes. Os 2 melhores de cada grupo se classificaram para as semifinais.

## Primeira Fase

### Grupo A
| Class. | Time            | Pts | V | E | D | GF | GC | SG  |
| ------ | --------------- | --- | - | - | - | -- | -- | --- |
| 1      | Paty do Alferes | 11  | 3 | 2 | 1 | 31 | 20 | 11  |
| 2      | Mendes          | 11  | 3 | 2 | 1 | 34 | 20 | 14  |
| 3      | Três Rios       | 9   | 2 | 3 | 1 | 20 | 19 | 1   |
| 4      | Itatiaia        | 1   | 0 | 1 | 5 | 20 | 46 | -26 |

### Grupo B
| Class. | Time          | Pts | V | E | D | GF | GC | SG  |
| ------ | ------------- | --- | - | - | - | -- | -- | --- |
| 1      | Resende       | 15  | 5 | 0 | 1 | 29 | 20 | 9   |
| 2      | Piraí         | 12  | 4 | 0 | 2 | 29 | 24 | 5   |
| 3      | Volta Redonda | 6   | 2 | 0 | 4 | 29 | 29 | 0   |
| 4      | Porto Real    | 3   | 1 | 0 | 5 | 20 | 34 | -14 |

### Grupo C
| Class. | Time           | Pts | V | E | D | GF | GC | SG  |
| ------ | -------------- | --- | - | - | - | -- | -- | --- |
| 1      | Barra Mansa    | 16  | 5 | 1 | 0 | 43 | 20 | 23  |
| 2      | Sapucaia       | 8   | 2 | 2 | 2 | 24 | 28 | -4  |
| 3      | Quatis         | 7   | 2 | 1 | 3 | 24 | 29 | -5  |
| 4      | Angra Dos Reis | 2   | 0 | 2 | 4 | 20 | 34 | -14 |

### Grupo D
| Class. | Time             | Pts | V | E | D | GF | GC | SG  |
| ------ | ---------------- | --- | - | - | - | -- | -- | --- |
| 1      | Barra do Piraí   | 18  | 6 | 0 | 0 | 38 | 18 | 20  |
| 2      | Paulo de Frontin | 12  | 4 | 0 | 2 | 30 | 22 | 8   |
| 3      | Valença          | 6   | 2 | 0 | 4 | 25 | 28 | -3  |
| 4      | Paraty           | 0   | 0 | 0 | 6 | 11 | 33 | -22 |

## Segunda Fase

### Grupo E
| Class. | Time             | Pts | V | E | D | GF | GC | SG |
| ------ | ---------------- | --- | - | - | - | -- | -- | -- |
| 1      | Piraí            | 12  | 4 | 0 | 2 | 33 | 24 | 9  |
| 2      | Paty do Alferes  | 9   | 3 | 0 | 3 | 24 | 27 | -3 |
| 3      | Paulo de Frontin | 9   | 3 | 0 | 3 | 23 | 26 | -3 |
| 4      | Barra Mansa      | 6   | 2 | 0 | 4 | 21 | 24 | -3 |

### Grupo F
| Class. | Time           | Pts | V | E | D | GF | GC | SG  |
| ------ | -------------- | --- | - | - | - | -- | -- | --- |
| 1      | Mendes         | 14  | 4 | 2 | 0 | 40 | 20 | 20  |
| 2      | Resende        | 10  | 3 | 1 | 2 | 35 | 32 | 3   |
| 3      | Barra do Piraí | 9   | 3 | 0 | 3 | 32 | 30 | 2   |
| 4      | Sapucaia       | 1   | 0 | 1 | 5 | 18 | 43 | -25 |

## Fase Final
As Semifinais serão disputadas em jogos de ida e volta. Caso cada equipe vença uma das partidas, a decisão será na prorrogação. Permanecendo o empate, se classifica a equipe com melhor campanha na competição.

### Semi-Finais
| Time    | Jogo1 | Jogo2 | Tempo Extra (Jogo2) |
| ------- | ----- | ----- | ------------------- |
| Piraí*  | 8     | 6     | 4                   |
| Resende | 8     | 6     | 2                   |

| Time            | Jogo1 | Jogo2 | Tempo Extra (Jogo2) |
| --------------- | ----- | ----- | ------------------- |
| Mendes*         | 1     | 8     | 4                   |
| Paty do Alferes | 3     | 1     | 2                   |

### Disputa pelo 3o Lugar
| 21 de maio | Resende | 5 - 5    | Paty do Alferes | Ginásio da Ilha São João, em Volta Redonda |
| 10h        |         | Detalhes |                 |                                            |

- Nota: Resende tinha a vantagem do empate por ter feito melhor campanha nas fases anteriores da competição.

### Final
| 21 de maio | Mendes                                              | 6 - 2     | Piraí                 | Ginásio da Ilha São João, em Volta Redonda |
| 14h        | Celinho · Celinho · Xandó · Xandó · Wilson · Dedeco | Relatório | Juliano · Zé Reinaldo |                                            |

## Premiação

### Campeão
| Copa Rio Sul de Futsal de 2016 |
| ------------------------------ |
| Mendes Campeão (2º título)     |

### Premiações Individuais
- Artilheiro - Vinicius, de Piraí (29 gols)
- Goleiro Menos Vazado - Dedeco, de Mendes
- Atleta Revelação - Zé Reinaldo, de Piraí
- Melhor Jogador - Xandó, de Mendes
- Melhor Treinador - Max, de Mendes